# 奥尔萨里约
奥尔萨里约（法語：Horsarrieu，法語發音：[ɔʁsaʁjø]）是法国朗德省的一个市镇，属于蒙德马桑区。

## 地理
奥尔萨里约（43°41'1"N, 0°35'49"W）面积11.02 平方千米，位于法国新阿基坦大区朗德省，该省份为法国西南部沿海省份，是法國本土面积第二大的省，北起吉倫特省，西临大西洋，南至大西洋比利牛斯省，东临热尔省，东北与洛特-加龍省接壤。
与奥尔萨里约接壤的市镇（或旧市镇、城区）包括：欧迪尼翁、多阿济、迪姆、阿热特莫、圣科隆布。

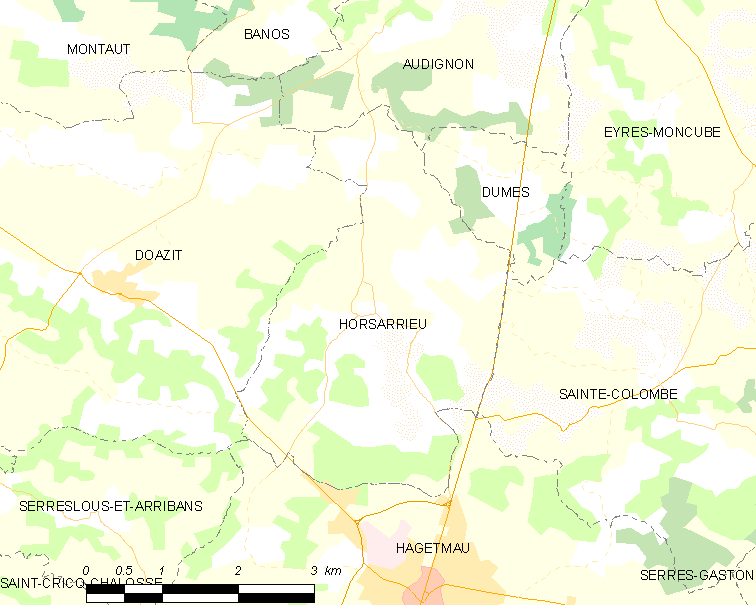
奥尔萨里约的OSM定位图

奥尔萨里约的时区为UTC+01:00、UTC+02:00（夏令时）。

## 行政
奥尔萨里约的邮政编码为40700，INSEE市镇编码为40128。

## 政治
奥尔萨里约所属的省级选区为沙洛斯-蒂尔桑县。

## 人口

1962-2008年间奥尔萨里约人口变化图示

奥尔萨里约于2022年1月1日时的人口数量为706人。